# Devart Group
Devart es una empresa de productos de software con sede en Praga, República Checa. La empresa está especializada en software de gestión de bases de datos, gestión del ciclo de vida de las aplicaciones (ALM, por sus siglas en inglés) y soluciones de conectividad de datos.

## Historia
En 1997, la empresa presentó su primera tecnología de conectividad de datos que proporcionaba acceso directo a bases de datos y otras fuentes de datos para el desarrollo de aplicaciones multiplataforma. En 2002, la línea de productos incluía un conjunto de proveedores de datos de alto rendimiento para las principales bases de datos y aplicaciones en la nube.
En 2003, Devart consiguió el nivel Silver Partner en el programa Oracle PartnerNetwork (OPN) Specialized.
En 2005, la empresa lanzó herramientas independientes de gestión de bases de datos para Oracle y MySQL.
En 2014, Devart introdujo una plataforma basada en la nube para facilitar la integración de datos y la copia de seguridad en varios sistemas de bases de datos y bases de datos en la nube.
En 2021, Devart recibió el premio 'Visual Studio Magazine Reader's Choice Awards 2021' en 'Bases de datos y Desarrollo y Modelado de Datos - Bronce' por Visual Studio Magazine.